# Ryland Fletcher

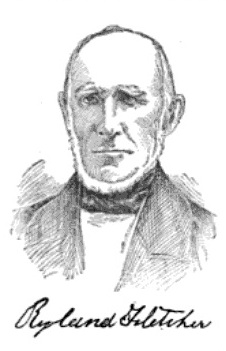
Ryland Fletcher

Ryland Fletcher (* 18. Februar 1799 in Cavendish, Windsor County, Vermont; † 19. Dezember 1885 in Proctorville, Vermont) war ein US-amerikanischer Politiker und von 1856 bis 1858 Gouverneur des Bundesstaates Vermont.

## Frühe Jahre und politischer Aufstieg
Ryland Fletcher wuchs auf der Farm seines Vaters auf. Er besuchte die Norwich University in Northfield. In den Wintermonaten unterrichtete er danach an der örtlichen Grundschule und arbeitete im Sommer auf der elterlichen Farm. Im Alter von 18 Jahren trat er in die Miliz von Vermont ein. In deren Reihen stieg er bis zu seinem Ausscheiden im Jahr 1836 bis zum Brigadegeneral auf.
Fletcher wurde Mitglied der Whig Party. Er war ein entschiedener Gegner der Sklaverei und galt als Befürworter eines Alkoholverbots. In den 1850er Jahren trat er dann der neu gegründeten Republikanischen Partei bei. Nachdem er einige Jahre Staatssenator war, wurde er im Jahr 1854, noch als Kandidat der Whigs, zum neuen Vizegouverneur seines Staates gewählt. Ein Jahr später wurde er als Republikaner in diesem Amt bestätigt.

## Gouverneur von Vermont
Im Jahr 1856 wurde er zum neuen Gouverneur seines Staates gewählt. Nach einer Wiederwahl im Jahr 1857 konnte er zwischen dem 10. Oktober 1856 und dem 10. Oktober 1858 in diesem Amt verbleiben. Er reformierte die Miliz, die seit dem Ende des Mexikanisch-Amerikanischen Krieges keine regulären Manöver oder Musterungen mehr durchgeführt hatte. Durch Fletchers Reformen wurde die Miliz militärisch auf ihren Einsatz im kommenden Bürgerkrieg vorbereitet. Das durch einen Brand im Jahr 1857 zerstörte State House wurde wieder aufgebaut. Auch als Gouverneur unterstützte Fletcher den Standpunkt des Nordens im nationalen Konflikt zwischen den Nord- und den Südstaaten. Für Vermont setzte er sich für zweijährige Amtszeiten der Gouverneure ein.

## Weiterer Lebenslauf
Zwischen 1861 und 1864 war Fletcher Abgeordneter im Repräsentantenhaus von Vermont. Im Jahr 1864 war er einer der Wahlmänner für Abraham Lincoln. 1870 war er Mitglied einer Versammlung zur Überarbeitung der Staatsverfassung von Vermont. Ryland Fletcher war mit Mary May verheiratet, mit der er drei Kinder hatte, darunter den Sohn Henry, der später ebenfalls Vizegouverneur von Vermont werden sollte. Rylands Bruder Richard war zwischen 1837 und 1839 Abgeordneter für Massachusetts im US-Repräsentantenhaus. Ein weiterer Bruder namens Horace war Staatssenator in Vermont.